# Сурум
Сурум (каз. Сырым) — станция в Жуалынском районе Жамбылской области Казахстана. Входит в состав Кызыларыкского сельского округа. Код КАТО — 314257600.

## Население
В 1999 году население станции составляло 380 человек (191 мужчина и 189 женщин). По данным переписи 2009 года, в населённом пункте проживали 404 человека (190 мужчин и 214 женщин).